# TVR București
TVR București или Televiziunea Română București (с рум. — «Румынское телевидение — Бухарест») — региональный румынский телеканал города Бухарест и региона Мунтения, вещающий с 19 марта 2007 года. Подчиняется руководству Третьей программы Румынского телевидения.

## Вещание
Вещание осуществляется ежедневно из 10-й студии телецентра: в цифровых сетях на той же частоте, что и TVR3, или же при помощи спутника Eutelsat W2 на 16 градусе восточной долготы. В 15:00 и 21:30 выходит выпуск новостей «Региональный тележурнал». В зону вещания, помимо самого Бухареста входят города и одноимённые жудецы: Дымбовица, Джурджу, Прахова, Бузэу, Кэлэраши, Яломица, Брэила, Тулча, Констанца и Илфов.